# Grand Theft Auto VI
A Grand Theft Auto VI (röviden GTA VI vagy GTA 6) a Rockstar Games egy fejlesztés alatt álló akció-kaland videójátéka, mely várhatóan 2026. május 26-án fog megjelenni. Az előző címekhez hasonlóan, először PlayStation 5 és Xbox Series X/S konzolokra, később pedig PC-re. 
A játék a Grand Theft Auto: Vice City Stories után ismét a fiktív Miamiban fog játszódni.

## Fejlesztése
Az első híresztelések már rögtön a Grand Theft Auto V megjelenése után elkezdtek terjedni. 2018-ban megjelent egy hír, miszerint a Rockstar következő címét Project Americas kódnéven fejleszti. Később a Take-Two vezérigazgatója megerősítette, hogy a komolyabb fejlesztést 2020-ban kezdték el. Később a Bloomberg jelentései szerint a játék a Grand Theft Auto: Vice City-hez hasonlóan a fiktív Miamiban, Vice Cityben fog játszódni (erre utaló jeleket a GTA V-ben is találtak). Tom Henderson 2021-ben bejelentette, hogy a GTA 6 valószínűleg 2024 vagy 2025 során fog megjelenni. 2022. február 4-én a Rockstar hivatalosan is bejelentette, hogy gőzerővel dolgoznak a következő Grand Theft Auto címen. 2023. november 8-án a cég bejelentette, hogy december elején érkezik a játék első előzetese. December 1-én ezt a dátumok konkretizálták, mely szerint 2023. december 5-én, magyar idő szerint 15:00-kor érkezik a betekintő (ezt a dátumot hamarabb, a GTA Online-ban egy szürke pólóban is elrejtették). 2023. december 5-én éjfélkor, az eredeti időpont előtt 15 órával váratlanul kikerült a játék előzetese, mivel szivárogtatók hamarabb elkezdték terjeszteni a kész trailer-t, amelyből kiderült a játék címe, és hogy 2025-ben jelenik meg. Később a kiadó konkretizálta, hogy 2025 őszén érkezhet a játék.  2025. május 2-án a Rockstar bejelentette, hogy a játékot 2026. május 26-ára halasztották. A második előzetest 2025. május 6-án adtak ki, amely felfedte a főszereplők teljes nevét. Ezen kívül frissítették a játék weboldalát, 70 képernyőképpel, valamint több szereplő- és helyszínleírással.

### Szivárogtatások
2022. szeptember 18-án egy GTA-fórumon egy teapotuberhacker nevű felhasználó 90 videót kezdett terjeszteni a GTA VI korai fázisából. A videókon jól kivehető volt, hogy a játékban két főszereplő lesz, egy bankrabló páros, akik hasonlóak Bonnie és Clyde-hoz, valamint Vice City és az új játékmechanikák. A Rockstar a legtöbb közösségi oldalon elkezdte törölni a videókat, és kitiltani a terjesztők fiókjait. Egy nappal később a fejlesztő egy hivatalos közleményben elismerte, hogy a videofájlok valósak. 2025. január 1-jén egy felhasználó képeket osztott meg a Redditen, amelyeken a Rockstar San Diego-i irodájában készült felvételek láthatók. A monitoron az látszik, hogy a játék egyik protagonistája, Lucia, egy fal mellett áll. Az asztalokon emellett PlayStation 5 és Xbox Series X/S fejlesztői készletek is vannak elhelyezve. Mint kiderült, ezeket a képeket egy korábbi alkalmazott készítette 2021 nyarán, amikor még az irodában dolgozott.

## Rekordok
A GTA VI első előzetesét több mint 90 millióan látták egy nap alatt, ezzel a 24 óra alatt legtöbb megtekintést elérő, nem-zenei trailer a világon.

## Díjak, elismerések
| Év   | Díj                         | Kategória            | Eredmények | Ref    |
| ---- | --------------------------- | -------------------- | ---------- | ------ |
| 2024 | Golden Joystick Awards 2024 | Legjobban várt játék | Elnyerte   | [ 20 ] |
| 2024 | The Game Awards 2024        | Legjobban várt játék | Elnyerte   | [ 21 ] |
| 2024 | PC Gaming Show              | Legjobban várt játék | 5. hely    | [ 22 ] |